# The Restarts
The Restarts sono una band street punk formata a Hackney, East London.

## Formazione
Si formarono nel 1995 con Kieran Plunkett come bassista e vocali, Darragh alla batteria e Mik Useless come chitarrista. Mik abbandonò la band nel 2002 e fu rimpiazzato nel 2003 da Alan Campbell, con cui registrarono il CD System Error. Nello stesso anno il chitarrista lasciò la band a causa dei troppi impegni dovuti alla sua seconda band, gli U.K. Subs. Misero Robin degli Short  Bus Window Lickers come chitarrista e vocali. Dal 2003 la formazione è rimasta invariata.

## Discografia
- Jobclub demo (1996)
- Frustration EP (1996)
- Just Gets Worse EP (1997)
- State Rape con Zero Tolerance (1998)
- Legacy of Bigotry con Left for Dead (1998)
- Your World con Broken (1999)
- State Rape split CD con Fleas and Lice (2002)
- Slumworld CD/LP (2002)
- Actively Seeking Work compilation CD (2003)
- System Error CD/LP (2004)
- Outsider CD (2007)
- Mobocracy split CD con Millions of Dead Cops (2009)
- A Sickness of the Mind CD (2013)